# Erich Bräunlich
Erich Bräunlich (* 15. September 1892 in Hamburg; † 19. September 1945 in Vršac; vollständiger Name: Erich Ernst Emil Bräunlich) war ein deutscher Orientalist und Philologe. Er lehrte an den Universitäten Leipzig, Greifswald und Königsberg.

## Leben
1911 begann Erich Bräunlich, semitische Philologie sowie Ethnologie in Halle, Leipzig und Wien zu studieren. Das Studium schloss er nach vier Jahren ab. In Leipzig promovierte er 1920 zum Doktor der Philologie anhand seiner Dissertation The Well in Ancient Arabia. Zwei Jahre später habilitierte er für semitische Philologie mit seiner Schrift Bistam ibn Quais, ein vorislamischer Beduinenführer und Held. Noch im gleichen Jahr wurde er als Privatdozent der Fakultät für Philosophie angestellt.
Im folgenden Jahr, 1923, wechselte Bräunlich als Privatdozent für orientalische Philologie an die Universität Greifswald. Seine Beförderung zum außerordentlichen Professor dort fand 1925 statt.
Ordentlicher Professor für sein Fach wurde Bräunlich schließlich 1930 an der Universität Königsberg. Im nächsten Jahr allerdings wechselte er in der gleichen Position zurück an die Leipziger Hochschule. Dort fungierte er außerdem im Zeitraum von 1937 bis 1939 als Dekan der Abteilung für Philologie-Geschichte an der philosophischen Fakultät. Bereits am 11. November 1933 hatte er sich am Bekenntnis der Professoren an den deutschen Universitäten und Hochschulen zu Adolf Hitler beteiligt.
Die Professur hatte Bräunlich bis zu seinem Tode 1945 in einem Konzentrationslager der jugoslawischen Regierung in der Vojvodina im Alter von 53 Jahren inne. Er hatte bei der Stiftung Max von Oppenheim für orientalische Arbeit mitgewirkt. Insgesamt aber war sein Hauptforschungsgebiet die arabische Poesie und Lexikographie. Daneben gab er mit dem Orientalisten August Fischer Islamica – Zeitschrift für die Erforschung der Sprachen, der Geschichte und der Kulturen der islamischen Völker heraus. Seit November 1936 gehörte er der Sächsischen Akademie der Wissenschaften an.

## Werke
- Bisţām ibn Qais, ein vorislamischer Beduinenfürst und Held (Leipzig 1923)
- The well in ancient Arabia (Leipzig 1925)
- Zwei türkische Weltkarten aus dem Zeitalter der großen Entdeckungen (Leipzig 1937)
- mit August Fischer Schawähid-Indices: Indices der Reimwörter und die Dichter der in der arabischen Schwähid-Kommentaren und in verwandten Werken erläuterten Belegverse (Leipzig 1934)